# Nasty (Pixie Lott)
Nasty è un singolo della cantante britannica Pixie Lott, pubblicato nel 2014 come primo estratto dall'album Pixie Lott.

## Il brano
I crediti di scrittura del brano includono Jack Splash, Thomas Callaway, Claude Kelly, Harry Casey, Richard Finch, Billy Nichols e James Brown.
La canzone era stata già registrata da altri artisti, tra cui Christina Aguilera in duetto con CeeLo Green per la colonna sonora del film Burlesque (2010). Ai tempi però la canzone fu esclusa dalla tracklist ufficiale del film per problemi burocratici.
Una seconda versione del brano è stata registrata da Pixie Lott col gruppo britannico The Vamps.

## Tracce
- Download digitale - versione 1[1]

1. Nasty – 2:46

- Download digitale - versione 2[1]

1. Nasty (feat. The Vamps) – 2:47

## Video
Il videoclip della canzone è stato girato a Londra e diretto da Bryan Barber. Esso è stato pubblicato nel gennaio 2014.

## Classifiche
| Classifica (2014) | Posizione raggiunta |
| ----------------- | ------------------- |
| Regno Unito       | 9                   |